# Meščëra

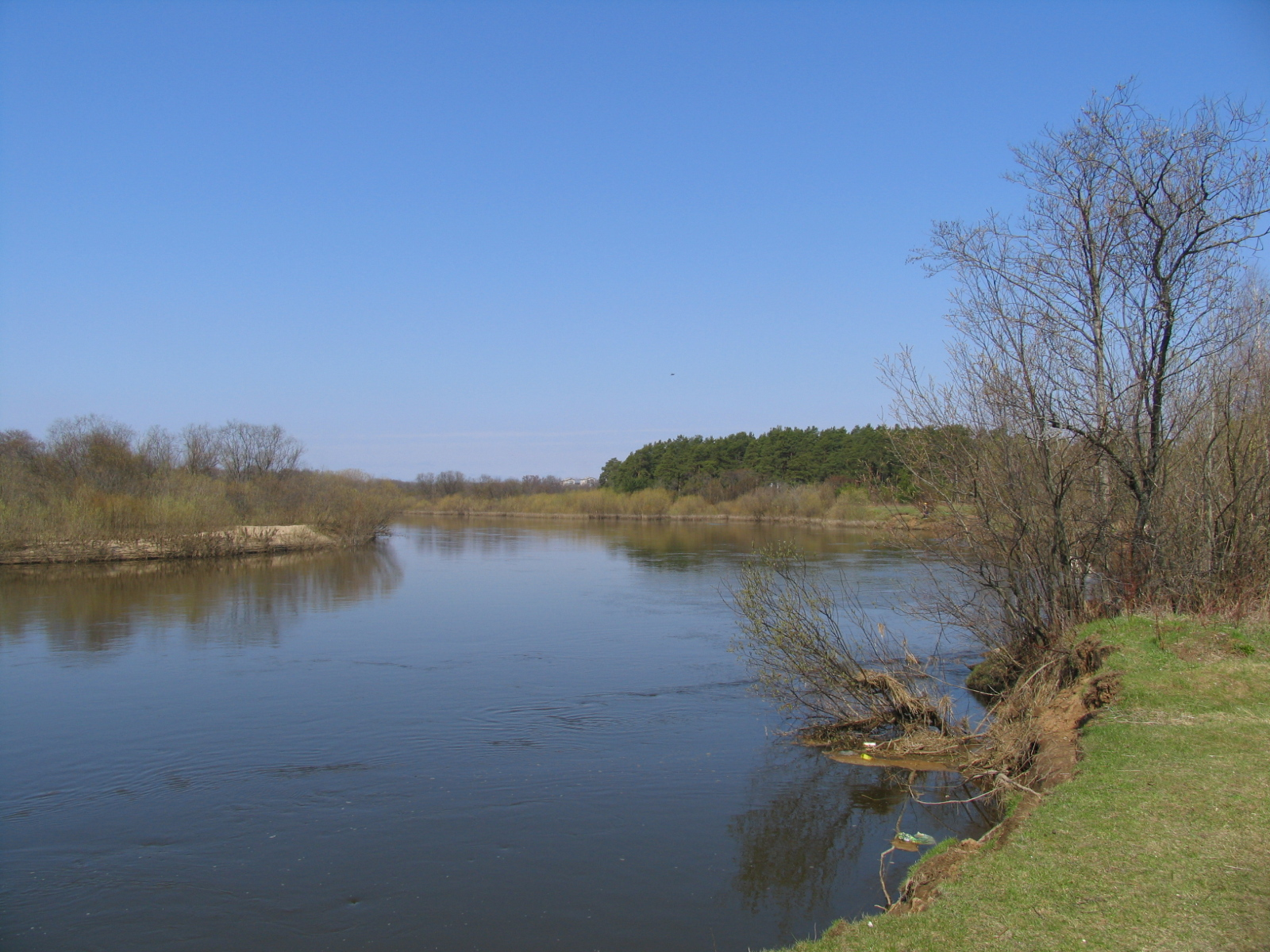
Il fiume Kljaz'ma, all'estremità settentrionale della Meščëra.

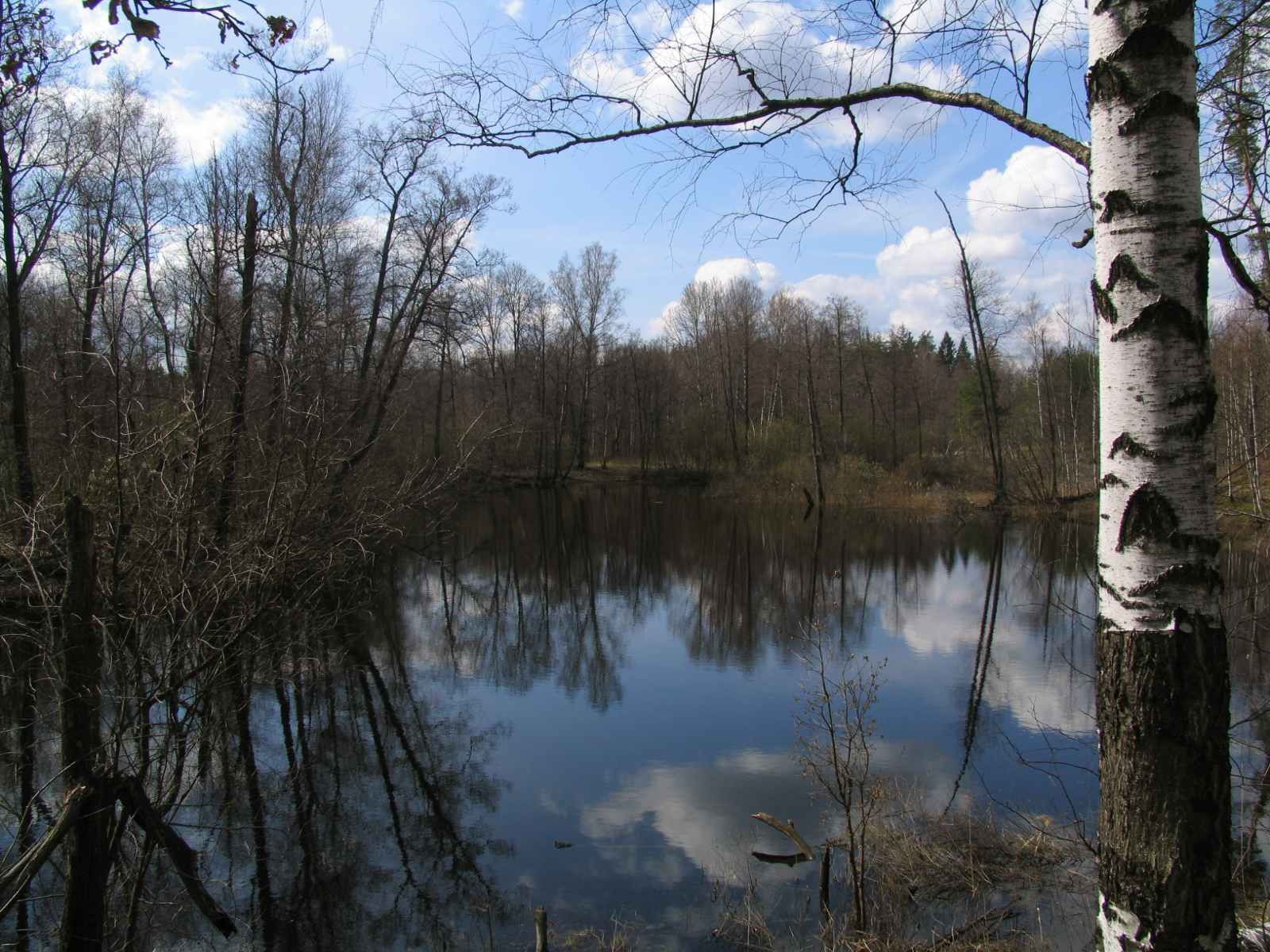
Paludi nella Meščëra di Vladimir.

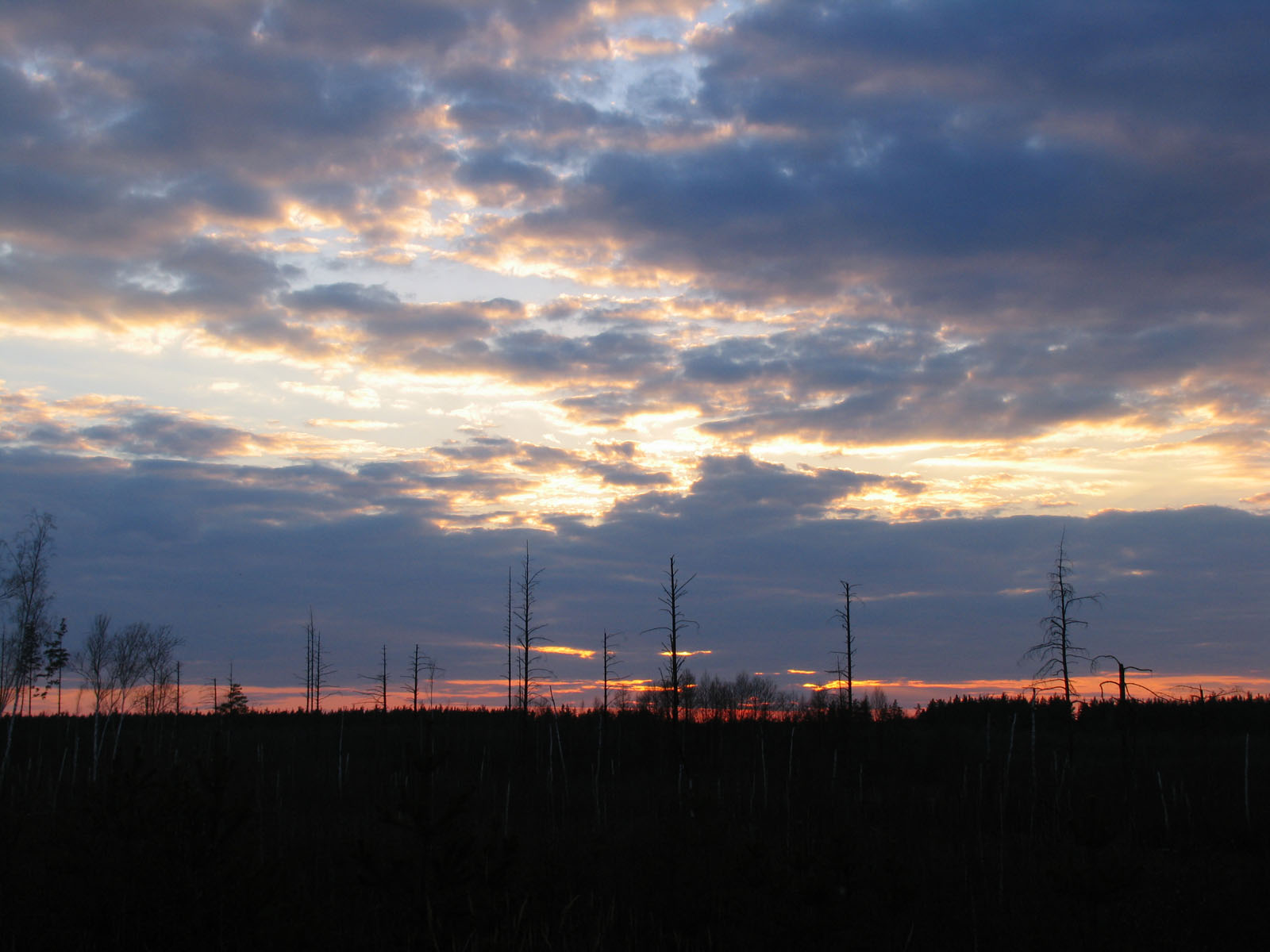
Bosco misto di latifoglie e conifere.

La regione della Meščëra (pronuncia: [mʲɪˈɕːɵrə]), chiamata anche bassopiano della Meščëra (in russo Мещёрская низменность? Meščërskaja nizmennost') è una vasta (circa 25.000 km²) regione pianeggiante, estesa nella parte centrale della Russia europea. Il nome è stato mutuato da quello di una popolazione finnica, i meščëra appunto, che abitavano la zona nei secoli precedenti all'arrivo dei popoli slavi. La Meščëra risulta compresa nel territorio degli oblast' di Mosca, Vladimir e Rjazan'; si parla così di Meščëra di Mosca, Meščëra di Vladimir, Meščëra di Rjazan'.

## Geografia
L'intera regione ha una forma grossolanamente rettangolare, delimitata a sud e a est dal corso del fiume Oka, a nord dalla Kljaz'ma e a ovest dalla Sudogda e dalla Kolpna; è inoltre attraversata e (mal) drenata dai fiumi Pra e Gus'.
Si tratta di una regione relativamente depressa, anche nel pur piatto panorama del Bassopiano Sarmatico, dato che le quote dell'intera zona oscillano da 80 a 130 m s.l.m.; il difficile drenaggio delle acque superficiali favorisce lo sviluppo di estese zone paludose.

## Clima e vegetazione
Il clima della regione della Meščera è analogo a quello della Russia europea centro-occidentale, con stagioni estive brevi, tiepide e piuttosto piovose, frequentemente interessate da masse d'aria umida di origine atlantica, e inverni freddi e piuttosto lunghi, caratterizzati dall'alternanza di condizioni anticicloniche siberiane (portatrici di intenso freddo secco) e di più miti irruzioni di aria atlantica da ovest. Ne risulta un clima piuttosto continentale, ma senza gli eccessi che caratterizzano le zone situate più a oriente.
Complessivamente, il mese più freddo dell'anno (mediamente gennaio) vede temperature medie che scendono intorno a 8-9 °C sotto zero, mentre luglio, solitamente il mese più caldo, ha medie intorno ai 18-19 °C. Le precipitazioni, quantunque abbastanza scarse, sono presenti per la maggior parte nella stagione di crescita.
Queste caratteristiche climatiche rendono la Meščëra una zona abbastanza peculiare dal punto di vista floristico, dato che si trova approssimativamente sulla linea di confine fra il bioma della foresta boreale di conifere (la taiga) e il bioma della foresta di latifoglie; alla sua estremità orientale, inoltre, il manto forestale si dirada, introducendo le zone steppiche che fanno la loro comparsa già intorno al basso corso del fiume Oka.